# Albánci v Severní Makedonii

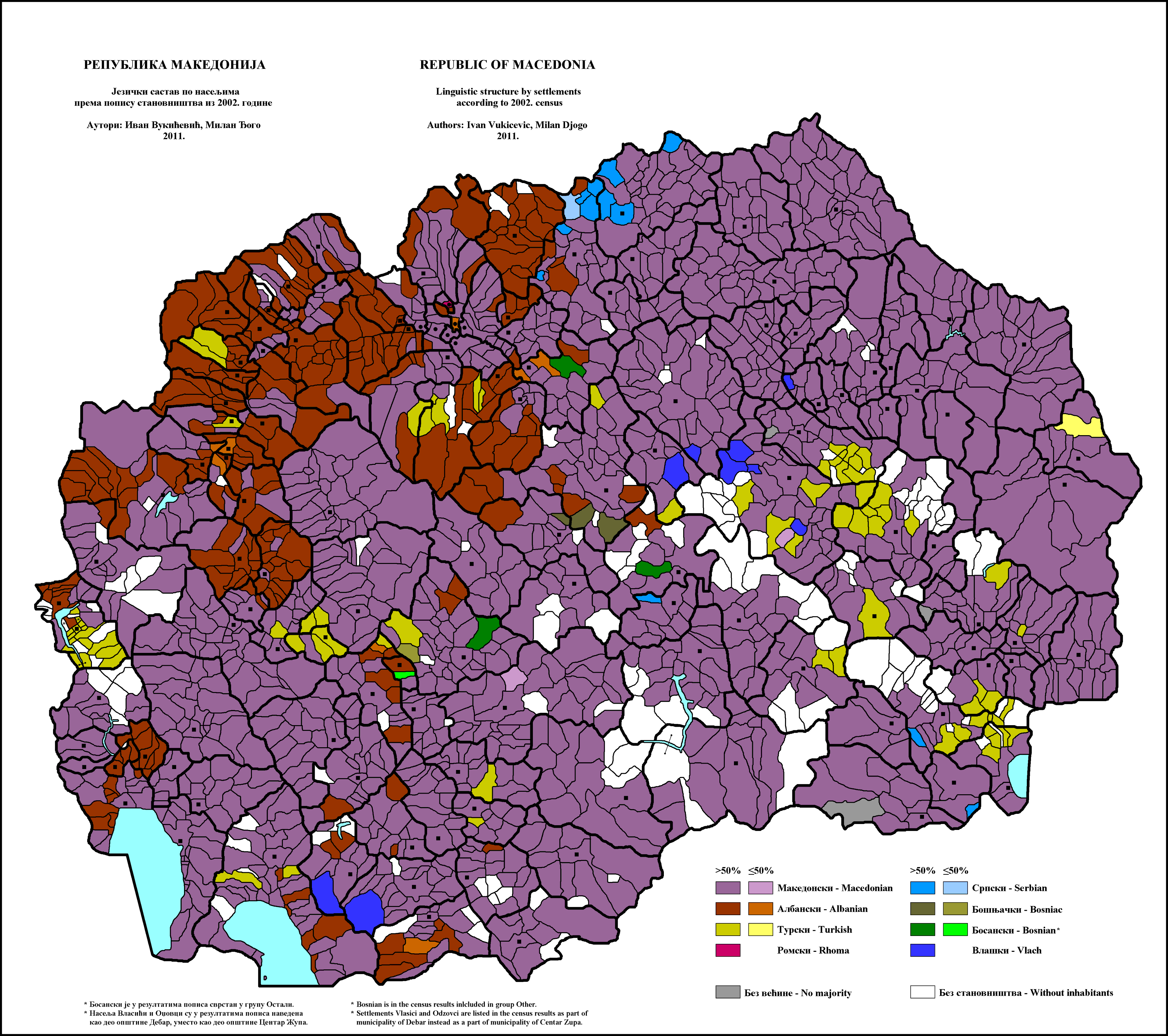
Dominující jazyky na území jednotlivých opštin Severní Makedonie v roce 2002. Hnědou barvou je vyznačen albánský jazyk.

Albánci představují v Severní Makedonii druhou nejpočetnější etnickou skupinu po Makedoncích (makedonských Slovanech). Žijí převážně na severozápadě země, u hranice s Kosovem a Albánií. Podle sčítání lidu z roku 2002 se 509 083 obyvatel přihlásilo k albánské národnosti, což je 25,2 % obyvatel celé země.

## Historie

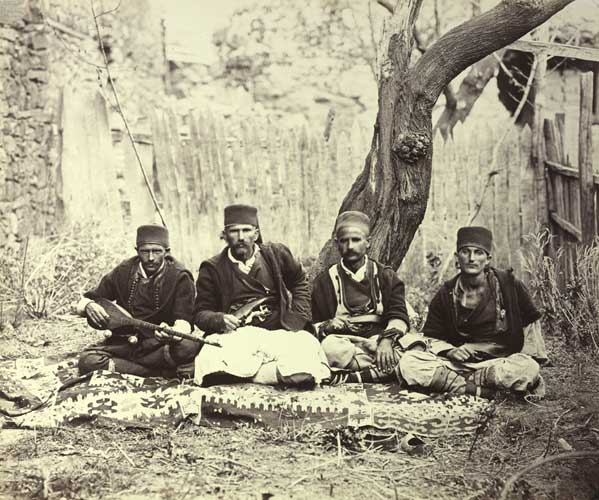
Albánci v Debaru v roce 1863.

Albánské obyvatelstvo obývá území Severní Makedonie již od středověku. Kolonizace západní Makedonie probíhala nejspíše v období od 15. do 18. století.[zdroj?]
V roce 1912 bylo území dnešní Severní Makedonie připojeno k Srbsku. Albánci, kteří na území dnešní republiky žili, se nicméně nechtěli ztotožnit s tím, že se nacházejí za hranicemi Albánie, která vznikla rovněž roku 1912 jako nezávislý stát. Již několik desetiletí totiž snili o sjednocení všech Albánců do jednoho státu, a to podle plánu, který v 19. století prosazovala tzv. Prizrenská liga.
Po druhé světové válce se jednalo podle prvního sčítání lidu celkem o 197 000 lidí, což bylo téměř 20 % obyvatelstva mladé republiky. Komunisté, kteří ovládli po druhé světové válce Jugoslávii, se rozhodli všechny národy tehdejší země integrovat do politického procesu. Proto se i v Makedonii snažila komunistická strana zajistit, aby více lidí vstupovalo do jejich řad i z albánské populace. Tento cíl se nicméně příliš úspěšně nedařil. V roce 1953 bylo ve Svazu komunistů Makedonie pouhých 2559 Albánců (5,9 % členstva strany). V pozdějších letech se podařilo toto číslo zvyšovat, a albánské obyvatelstvo v Makedonii mělo své zastoupení i v makedonské republikové vládě.
|           | 1948 | 1953 | 1961 | 1971 | 1981 | 1991 | 1994 | 2002  |
| --------- | ---- | ---- | ---- | ---- | ---- | ---- | ---- | ----- |
| Makedonci | 68,5 | 66   | 71,2 | 69,3 | 67   | 65,3 | 66,6 | 64,18 |
| Albánci   | 17,1 | 12,4 | 13   | 17   | 19,9 | 21,7 | 22,7 | 25,17 |

V 60. letech probíhal v Jugoslávii proces modernizace po všech stránkách. To však znamenalo značné rozrůznění úrovně růstu celé země; zatímco v centrech státu (Bělehrad, Záhřeb, Lublaň aj.) se rapidně zvyšovala životní úroveň a rovněž probíhala i demografická revoluce, tento proces se vůbec nedotýkal oblastí zaostalých, které převážně obývali Albánci. V samotné Jugoslávii byl často zmiňován problém Kosova, nicméně i severozápad Makedonie se potýkal s neustálým nárůstem počtu albánského obyvatelstva. Vzhledem k tomu, že přirozený přírůstek Makedonců a dalších národností na území svazové republiky Makedonie, tak vysokých čísel nedosahoval, začal se zvyšoval podíl Albánců na úkor ostatních národností v Makedonii. V roce 1968 žilo na území makedonské republiky odhadem 270-280 tisíc Albánců. Mezi lety 1971 až 1981 se tento podíl zvýšil z 16,9 na 19,8 %.
Na počátku 70. let v se souvislosti s debatou ohledně pozice bosňáckého národa v Jugoslávii objevila i v Makedonii myšlenka, že by bylo možné muslimské obyvatelstvo Makedonie považovat za Makedonce islámského vyznání. Tato idea však nenarazila na úrodnou půdu, vzhledem k tomu, že muslimové, kteří v zemi žijí se identifikují buď jako Albánci nebo Turci.
Makedonští političtí představitelé se vždy (i v dobách existence Jugoslávie, a také po jejím rozpadu) obávali přenesení kosovského konfliktu na území své republiky. V Kosovu došlo v 60.-80. letech k několika protestům a nepokojům (například v březnu 1981). Situace však zůstávala dlouhodobě relativně klidná, nicméně etnický problém zůstával nevyřešen. V souvislosti se zhoršující se ekonomickou situací Jugoslávie v 2. polovině 70. let a především v 80. letech se zvyšoval i problém vystěhovalectví. Řada makedonských Albánců opouštěla území dnešní republiky. Ti, kteří zůstali, se museli spokojit s horší životní úrovní, což i nadále podporovalo sice skrytý, ale přítomný konflikt mezi makedonskými etniky.
Na podzim 1991 vyhlásila Severní Makedonie nezávislost na zbytku Jugoslávie. Stalo se tak ve stínu Chorvatské války za nezávislost a v okamžiku stále se zhoršující mezietnické situace v Kosovu. I přesto však v průběhu celých turbulentních 90. let nedocházelo v samotné Severní Makedonii ke střetům mezi Makedonci a Albánci. Nově vzniklý politický pluralitní systém integroval albánské obyvatelstvo, takže albánští politici byli často reprezentováni ve vládě a dalších významných postech.
Situace nicméně nebyla rozhodně ideální. V roce 1992 uskutečnily některé albánské politické strany na území Severní Makedonie referendum o teritoriální autonomii. Toto referendum vláda ve Skopje odsoudila jako pokus o separatismus Albánci obývaných oblastí. Makedonskoalbánští političtí představitelé následně ujistili, že výsledky referenda by byly uplatněny jen v případě, kdyby se nepodařilo zajistit potřebná práva pro albánské obyvatelstvo v Makedonii.[zdroj?]
V roce 1994 žilo v Severní Makedonii 442 914 Albánců. Během 90. let probíhala v Severní Makedonii diskuze, zdali má být albánský jazyk prohlášen jako druhý úřední jazyk vedle makedonštiny. K tomuto kroku nicméně nikdy nedošlo.
Situace se nicméně změnila v roce 2001, kdy došlo k prvním ozbrojeným střetům na severu Severní Makedonie, u hranice s Kosovem. Ozbrojenci zde napadli policejní stanici. Albánské politické strany v Makedonii tento krok odsoudily, nicméně během několika následujících týdnů se situace vyostřila a do bojů musela být nasazena i makedonská armáda. K útoku se přiznala Národní osvobozenecká armáda. Po potlačení povstalců a sjednaném příměří tzv. Rámcové smlouvy z Ochridu byla tato formace odzbrojena a albánskému obyvatelstvu v Makedonii garantována rozsáhlejší politická práva.
V současné době politické zájmy albánské populace v Severní Makedonii hájí několik politických stran:
- Strana za demokratickou prosperitu
- Albánská demokratická strana
- Demokratická unie pro integraci
- Nová Demokracie

... a mnohé další menší a méně zastoupené politické strany.
Etnický konflikt mezi makedonskou většinou a albánskou menšinou je sice upozaděn, i přes širší práva pro albánské obyvatelstvo a dotace pro hospodářský rozvoj zaostalých albánských částí země však dochází i nadále k sice řídkým, nicméně zaznamenaným provokacím. Jednou z nich byla například i přestřelka v Kumanovu v roce 2015.

## Osídlení
| 100–50 %    | 50–20 %       | < 20 %            |
| ----------- | ------------- | ----------------- |
| Lipkovo     | Kumanovo      | Ilinden           |
| Studeničani | Petrovec      | Veles             |
| Aračinovo   | Zelenikovo    | Gradsko           |
| Tearce      | Skopje        | Drugovo           |
| Tetovo      | Čučer-Sandevo | Centar Župa       |
| Želino      | Sopište       | Debarca           |
| Brvenica    | Jegunovce     | Ohrid             |
| Bogovinje   | Čaška         | Demir Hisar       |
| Vrapčište   | Dolneni       | Resen             |
| Gostivar    | Kruševo       | Bitola            |
| Oslomej     | Kičevo        | Mavrovo a Rostuša |
| Zajas       |               |                   |
| Debar       |               |                   |
| Struga      |               |                   |

Albánské osídlení se nachází převážně na severozápadě a západě země. Celkem zhruba z 80 opštin v Severní Makedonii má většinově albánské obyvatelstvo. Značné albánské komunity žijí v oblasti okolo města Struga při Ochridském jezeru, v Debaru u hranice s Albánií, ve městech Gostivar, Tetovo, Tetovo a Kičevo. Některé části severomakedonské metropole Skopje (především sever města) mají rovněž částečně albánské obyvatelstvo. Na území všech těchto opštin a i některých dalších, kde Albánci žijí, jsou veřejně užívány oba jazyky. Proto se lze setkat s albánštinou i v samotném Skopje.[zdroj?]
Albánské obyvatelstvo žije především na venkově. Ve městech má většinu pouze ve výše zmíněných sídlech.

## Obyvatelstvo
Albánská menšina v Severní Makedonii se vlivem přirozeného přírůstku, který je typický pro všechny albánské komunity na Balkáně, stávala v průběhu 20. století stále početnější.

### Jazyk

Rozšíření albánských dialektů na území Albánie, Kosova a Severní Makedonie

Makedonští Albánci mluví albánským jazykem; většinou v jeho severní gegské podobě (stejným dialektem, jakým se mluví v okolí města Lehzë). V oblasti okolo Ochridského jezera mluví makedonští Albánci toskičtinou.
Albánský jazyk je na všech úrovních v makedonských školách vyučován.[zdroj?]. Albánsky vysílá rovněž i makedonské rádio a televize (kanál MTV 2).
Ve Skopje a v Tetovu se nachází i albánské divadlo.

### Náboženství
Albánci v Severní Makedonii jsou v drtivé většině sunitští muslimové. Existuje velmi malá skupina křesťanských Albánců, kteří v Severní Makedonii žijí.

## Významné osobnosti

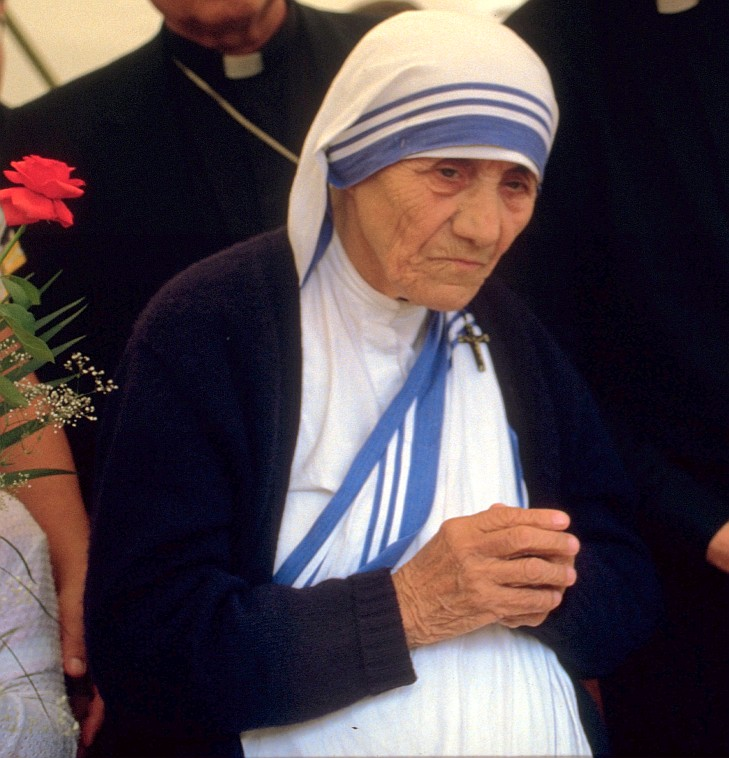
Matka Tereza v roce 1986.

Mnoho osobností, které měly svůj význam pro albánský národ, je původem z Severní Makedonie. Jednalo se o spisovatele, sportovce, politiky, vzdělance i vědce. Nejznámější Albánkou, která se narodila a prožila část svého života na území dnešní Makedonie (konkrétně ve Skopje), je Matka Tereza (Anjezë Gonxhe Bojaxhiu). Část rodiny albánského komunistického vůdce, Envera Hodži, pocházela z Bitoly. Z Makedonie jsou původem také i různí albánští sportovci, jako např. Blerim Xhemaili, Admir Mehmedi, Berat Sadik; spisovatel Kim Mehmeti, nebo básník Luan Starova.